# Хто там
«Хто там» (англ. Knock, Knock) — американський трилер, знятий Елаєм Ротом. У головних ролях — Кіану Рівз, Ана де Армас та Лоренца Іззо.

## У ролях
- Кіану Рівз[8] — Еван Веббер
- Лоренца Іззо[9] — Генезис
- Ана де Армас[9] — Бел
- Ігнасія Алламанд[10] — Карен Алварадо
- Аарон Барнс[9] — Луїз
- Коллін Кемп[9] — Вів'єн

## Сюжет
Еван Веббер (Кіану Рівз) — архітектор, який живе у власному будинку в Каліфорнії. Він щасливий у шлюбі: у нього прекрасна дружина Карен (Ігнасія Алламанд) і двоє чудових дітлахів. Одного разу дружина, яка була не лише прекрасною господинею, а й успішною художницею, разом із дітьми вирушає на відпочинок, залишивши свого помічника Луїза (Аарон Бернс) відповідальним за скульптуру, яку потрібно було перевезти до художньої галереї. Залишившись на самоті, Еван продовжує працювати над візуалізацією будинку для поточного проекту.
Наступного дня за вікном ллє, як із відра. Еван працює і слухає музику, коли з вулиці лунає стукіт у двері. На порозі стоять дві привабливі дівчини Генезис (Лоренца Іззо) та Бель (Ана де Армас). Вони наскрізь промокли і просять скористатися телефоном. Еван впускає їх у будинок і дозволяє просушити речі. Згодом між ними зав'язується розмова, дівчата починають розповідати про себе, про свою роботу бортпровідницями, а також про те, що вони заводять нові сексуальні відносини в кожному місті, до якого літають/в якому зупиняються. Потім вони йдуть до ванної кімнати. Тим часом, привітний господар приносить їм одяг. Скориставшись моментом, цілком голі дівчата починають його спокушати. Обурений, Еван намагається переконати їх піти, але йому це не вдається і вони втрьох починають займатися сексом.
Наступного ранку Еван прокидається на самоті. Будинок виглядає порожнім, хоча звідкись лунають дивні звуки. Він спускається перевірити, у чому справа, і бачить дівчат, які спокійно снідають і, судячи з усього, нікуди не збираються йти.
Чоловік втрачає терпіння і пропонує завести їх додому, якщо вони не хочуть викликати таксі, але дівчата не звертають на нього жодної уваги. Тоді він вирішує піти до кімнати, де стоїть скульптура дружини, за якою повинен згодом приїхати Луїз. Те, що він бачить, неабияк його шокує, адже скульптура була пошкоджена. Чоловік не витримує і починає їм погрожувати викликати поліцію, але дівчат це не турбує. Як згодом з'ясувалося, вони неповнолітні і тому, після вчорашнього, мають перевагу над ним. Розуміючи, що він може потрапити за ґрати, Еван розгубився на деякий час. Вів'єн (Коллін Кемп), подруга Карен, зупиняється біля будинку Евана, щоб провідати його. Проте двері йому відчинив не Еван, а Генезис. Хитро посміхаючись, вона повідомила, що Еван наразі трішки зайнятий. Зрозумівши, що Еван зраджує Карен із цією дівчиною, Вів'єн у розпачі йде геть. Шокований таким вчинком, Еван намагається розібратися в цій ситуації, він розуміє, що все те, що наговорили йому дівчата було суцільною брехнею, аби затягнути його в ліжко. Еван ставить дівчатам таку умову: або він телефонує до поліції та заявляє про незаконне проникнення до його будинку, або він відвозить їх по своїх домівках. Дівчата здаються та погоджуються на його умову. Він висаджує їх у престижному районі, де вони нібито живуть.
Потім він повертається додому, прибирає весь безлад, що залишився після дівчат, та намагається повернутися до своїх звичних справ. Щойно він наближається до завершення роботи над своїм проектом з іншої кімнати лунає шум битого скла. Еван вирушає на пошуки джерела шуму, адже йому здавалося, що він сам удома.
Він знаходить розбиту рамку свого сімейного фото і в цей момент Генезис збиває його з ніг однією зі скульптур, зроблених його дружиною. Зв'язавши його мотузками, дівчата приймаються оглядати речі родини в будинку. Під час рольової гри, у якій Бель удає з себе невинну дитину, сівши йому на руки, всіляко намагається викликати у нього збудження. Спочатку Еван намагається відсахнутися від неї, але дівчата погрожують зателефонувати його дружині у FaceTime (дзвінок із відео). Долаючи відразу та роздратування, Еван розуміє, якщо він не буде пручатись його перемістять на ліжко. У свою чергу, це дасть йому можливість послабити мотузки, тому він підігрує Бель імітуючи секс з нею. Бель ґвалтує його, а Генезис потайки знімає все це на телефон. Нарешті, вивільнивши руки з мотузок, Еван рвучко скидає із себе дівчину. Він кидається на Генезис, але вона встигає завдати йому удар виделкою в плече, котре ще до цього було ушкоджене.
Скориставшись моментом, дівчата знову прив'язують Евана до стільця, цього разу вже електричним кабелем.
Тим часом приїхав Луїз, щоб забрати скульптуру Карен на виставку. Дівчата пишуть повідомлення Луїзу з телефона Евана, що його племінниця та її подруга залишились в нього на ніч. Після чого, вони ховають його в кімнаті. Не дочекавшись поки Еван відчинить вхідні двері, Луїз дістає власний дублікат ключів. Його охоплює паніка, коли він бачить спаплюжену скульптуру та відразу розуміє, що це справа рук дівчат і вони зовсім не є тими, ким представилися на початку. Луїз повертається до будинку та знаходить Евана прив'язаним до стільця. Луїз вже майже допоміг Евану звільнитися, але раптом почув, як надворі дівчата продовжують руйнувати скульптуру. Звернувши на це увагу, він біжить аби зупинити дівчат, але підковзується на відколотому шматку скульптури та падає, водночас вдаряючись об край тієї ж самої скульптури. Насміхаючись над тілом Луїза, вони вирішують зробити з нього скульптуру та відправити замість оригінала. Після чого починають копати імпровізовану могилу у дворі, призначену для Евана. Дівчата передражнюють Евана, зображаючи монстра, який женеться за дітьми (як робив це сам Еван зранку), тим самим зізнаючись, що шпигували за ним весь цей час. На жаль, всі спроби Евана зробити екстрений виклик чи хоч якось втекти з дому — закінчилися провалом. Бель та Генезис зв'язують Евана, цього разу вже шлангом, вкидають його в імпровізовану могилу, ставлять вертикально та засипають землею, лишаючи назовні тільки голову. Генезис показує відео на якому Бель та Еван займаються сексом. Вона має намір завантажити відео з його особистого профілю Facebook. Зрештою, вони змилувались над Еваном, відмовившись вчинити з ним так само як з Луїзом. Дівчата покинули будинок Евана, забравши із собою песика на ім'я Манкі, але перед тим розповіли, що це все була «гра», у яку вони вже не раз грали з іншими чоловіками, котрі здавалися чудовими сім'янинами на перший погляд. Залишений сам на сам зі своїми думками про те, що ж буде далі, Еван намагається вибратися з могили, аби зупинити завантаження відео. Та йому це не вдається, тому відео відразу набирає популярність та велику кількість коментарів. Карен із дітьми повертаються додому. Перед ними постає картина подекуди зруйнованого, обмальованого, пошкодженого будинку. Син Евана промовляє лише: «У батька була вечірка!». Карен з дітьми так і залишаються стояти в заціпенінні чим власне, і закінчується фільм.

## Виробництво
4 квітня 2014 року Кіану Рівз приєднався до акторського складу на роль щасливого сім'янина, який залишився один на вихідні. Згодом дві гарні дівчини з'являються у його будинку, і перевертають його життя з ніг на голову. Чилійська актриса Ігнасія Алламанд також приєдналася до проекту. 26 січня 2015 року Lionsgate придбала права на розповсюдження фільму.

### Зйомки
Зйомки почалися 14 квітня 2014 року у чилійському місті Сантьяго, а закінчилися 11 травня того ж року.

## Реліз
Прем'єра фільму відбулася на кінофестивалі «Санденс» 23 січня 2015 року.